# Proterorhinus nasalis
Proterorhinus nasalis – gatunek ryby z rodziny babkowatych. Występuje w słonawych wodach na południu Morza Kaspijskiego, opisany blisko miasta Baku.